# Grænseslagene
Grænseslagene var en række slag, som blev udkæmpet langs østgrænsen af Frankrig og i det sydlige Belgien kort efter udbruddet af 1. Verdenskrig. Slagene var baseret på de militære strategier, som var udviklet af den franske generalstabschef general Joseph Joffre i Plan XVII og en offensiv fortolkning af den tyske Aufmarsch II indsatsplan, som var udformet af Helmuth von Moltke den yngre. Den tyske koncentration af styrke på den højre (nordlige) fløj, som skulle svinge gennem Belgien og angribe Frankrig bagfra blev forsinket af bevægelsen af general Charles Lanrezacs femte armé mod nordvest for at opfange den og tilstedeværelsen af British Expeditionary Force (BEF) på hans venstre flanke. Franskmændene og briterne blev trængt tilbage af tyskerne, som var i stand til at invadere det nordlige Frankrig. Franske og britiske bagtropper forsinkede den tyske fremrykning, hvilket gav tid til at franskmændene kunne overføre deres styrker vestpå så de kunne forsvare Paris, hvilket førte til det første slag om Marne.

## Baggrund

### Belgien
Den militære planlægning i Belgien antog, at andre stormagter ville fordrive en angriber og en alliance mellem Frankrig og Storbritannien blev ikke styrket af en mulig tysk invasion, trods den Engelsk-franske entente (1904), som havde fået belgierne til at føle, at den britiske holdning overfor Belgien havde ændret sig, og at de blev set som et britisk protektorat. Der var blevet etableret en generalstab i 1910 generalstabschefen generalløjtnant Harry Jungbluth gik på pension den 30. juni 1912 og blev først afløst af generalløjtnant Chevalier de Selliers de Moranville i maj 1914. Moranville begyndte at planlægge en koncentrering af hæren og mødtes med belgiske jernbaneembedsmænd den 29. juli.
Den belgiske hær skulle samles i det centrale Belgien foran Antwerpen stillingen og være klar til at vende sig mod grænsen, mens fæstningerne omkring Liège og Namur havde til opgave at sikre grænserne. Ved mobilisering blev kongen hærens øverstkommanderende, og han besluttede hvor hæren skulle samles. Midt i forandringerne som følge af den nye genoprustningsplan ville de uorganiserede og dårligt trænede belgiske soldater have fordel af at blive samlet i midten af landet og derved udskyde kontakten med en invasionsstyrke; men de havde også brug for befæstninger til forsvaret, og de lå ved grænsen. Nogle ønskede en tilbagevending til grænsen, på linje med de franske teorier om offensiven. Belgiske planer blev et kompromis, hvor felthæren samledes bag Gete floden, med to divisioner længere fremmed ved Liège og Namur.

### Schlieffen–Moltke planen
Den tyske generalstabschef i perioden 1891-1906, Alfred von Schlieffen, havde skitseret en række planer, som gik ud på at vinde et afgørende slag mod den franske armé i Tyskland, Belgien eller Tyskland alt efter omstændighederne. Aufmarsch I West var en plan for en fransk-tysk krig, hvor Frankrig (da de var i undertal) var i defensiven og Tyskland angreb ved at invadere Belgien mellem Antwerpen og Namur og derpå rykke sydpå for at bryde gennem forsvarsområdet Verdun-Marne-Paris. Tyske styrker skulle holde ud her indtil jernbaneforbindelsen blev genetableret og tilstrækkelige forsyninger af mad og ammunition kunne blive opbygget som forberedelse til en ny offensiv operation. Helmuth von Moltke den Yngre efterfulgte von Schlieffen i 1906 og blev overbevist om at en isoleret fransk-tysk krig var en umulighed og at italienske og østrig-ungarske styrker ikke ville være til rådighed til at forsvare den fransk-tyske grænse som oprindelig planlagt. Under Moltke blev Aufmarsch I opgivet, men i 1914 forsøgte han at anvende den offensive strategi i Aufmarsch I på indsatsplanen Aufmarsch II og den to-frontskrig den forudsatte,
 Ud fra hans vurdering af franskmændenes defensive evner konkluderede Schlieffen at den tyske hær ville have behov for mindst 48,5 armékorps for at have succes med et angreb på Frankrig gennem Belgien, men Moltke planlagde at angribe gennem Belgien med blot 34 armékorps til rådighed i vest. Schlieffenplanen er således reelt en kritik af den tyske strategi i 1914, da den klart forudså at Moltkes ikke ville lykkes med så lille en styrke. [...] Moltke fulgte buen fra Schlieffenplan, men kun indtil det punkt, hvor det stod klart, at han ville have haft behov for arméen i Schlieffenplanen for at fortsætte længere ad den vej.

Den tyske hovedstyrke forsøgte at følge Aufmarsch I fremrykningen gennem Belgien og angribe sydpå ind i Frankrig, så de franske arméer blev omringet i vest og trængt tilbage over Meuse, Aisne, Somme, Oise, Marne og Seine floderne uden at de kunne trække sig tilbage til det centrale Frankrig. Det var hans håb, at franskmændene enten ville blive nedkæmpet eller at manøvren nordfra ville skabe mulighed for en fejl i centrum eller i Lorraine på den fælles grænse.

### Plan XVII
Ifølge Plan XVII skulle den franske fredstidshær danne fem feltarméer på ca. 2 mio. mand med en gruppe reservedivisioner tilknyttet de sydlige og nordlige flanker. Arméerne skulle samles ved den tyske grænse omkring Épinal, Nancy og Verdun–Mezières, med en armé i reserve omkring Ste. Ménéhould og Commercy. Siden 1871 havde jernbanebyggeri givet den franske generalstab 16 linjer til den tyske grænse mod de 13 der var til rådighed for den tyske hær, og franskmændene kunne vente på at tyskernes hensigter stod klare. Den franske indsættelsesplan havde sigte på at være forberedt på en tysk offensiv i Lorraine eller gennem Belgien. Det var ventet, at tyskerne ville indsætte reservetropper, men også at en stor tysk hær ville blive mobiliseret ved grænsen til Rusland, så hæren i vest kun havde tilstrækkeligt mange tropper til at kunne rykke sydpå gennem Belgien syd for Meuse og Sambre floderne. Det franske efterretningsvæsen havde fået fat i en kort-øvelse fra den tyske generalstab i 1905, hvor tyske tropper ikke var fået længere nordpå end til Namur og franskmændene antog, at planer om at belejre belgiske forter var et defensivt tiltag mod den belgiske hær.
Et tysk angreb fra det sydøstlige Belgien mod Mézières og en mulig offensiv fra Lorraine mod Verdun, Nancy og St. Dié var forudset. Planen var en videreudvikling af Plan XVI og gav plads til muligheden af en tyske offensiv gennem Belgien. Første, anden og tredje armé skulle samles mellem Épinal og Verdun overfor Alsace og Lorraine. Femte armé skulle samles mellem Montmédy, Sedan og Mézières og fjerde armé skulle holdes tilbage vest for Verdun, klar til at rykke østpå og angribe den sydlige flanke af en tysk invasion gennem Belgien eller sydpå mod den nordlige flanke af et angreb gennem Lorraine. Der blev ikke formelt taget højde for en kombineret operation med British Expeditionary Force (BEF), men fælles arrangementer var blevet udformet i 1911 under den Anden Marokkokrise, hvor franskmændene havde fået at vide, at seks divisioner kunne forventes at operere omkring Maubeuge.

### Krigserklæringer
Ved midnat mellem den 31. juli og 1. august 1914 sendte den tyske regering et ultimatum til Rusland og udsendte en advarsel om "Kriegsgefahr" i løbet af dagen. Den osmanniske regering gav ordre til mobilisering og London Stock Exchange lukkede. Den 1. august gav den britiske regering ordre til mobilisering af flåden, den tyske regering beordrede generalmobilisering og erklærede krig mod Rusland. Krigen begyndte på grænsen til Polen. Den franske regering beordrede generalmobilisering og den næste dag sendte den tyske regering et ultimatum til den Belgien, hvor den forlangte passage gennem belgisk område, mens tyske tropper krydsede grænsen til Luxembourg. Militære operationer begyndte ved den franske grænse, Libau blev bombarderet af en tysk let krydser SMS Augsburg og den britiske regering garanterede flådebeskyttelse af Frankrigs kyster. Den 3. august afslog den belgiske regering de tyske krav, og den britiske regering garanterede militær støtte til Belgien i tilfælde af en tysk invasion. Tyskland erklærede krig mod Frankrig, den britiske regering beordrede generalmobilisering mens Italien erklærede sig neutral. Den 4. august sendte den britiske regering et ultimatum til Tyskland og erklærede krig ved midnat mellem 4. og 4. august CET. Belgien afbrød de diplomatiske forbindelser med Tyskland og Tyskland erklærede krig mod Belgien. Tyske tropper krydsede den belgiske grænse og angreb Liège.

## Optakt

### Frankrig offensive forberedelser
Joseph Joffre, som havde været øverstkommanderende for den franske armé siden 1911, og krigsminister Adolphe Messimy mødtes den 1. august for at enes om at det udelukkende var den øverstkommanderende, som stod for den militære føring af krigen. Da tyske tropper den 2. august begyndte at krydse den franske grænse fortalte Messimy Joffre, at han havde frihed til at beordre franske tropper over den tyske men ikke den belgiske grænse. Joffre sendte advarsler til dækningsstyrkerne nær grænsen og beordrede 7. korps til at forberede en fremrykning mod Mühlhausen (fransk: Mulhouse) nordøst for Belfort og 20. korps til at forberede en offensiv mod Nancy. Så snart nyheden om at tyske tropper var gået ind i Luxembourg fik 4. armé ordre til at rykke ind mellem 3. og 5. armé, klar til at angribe nord for Verdun. Operationer ind i Belgien var forbudt for ikke at give tyskerne et påskud indtil den 4. august, hvor det stod klart, at tyske tropper allerede havde krænket den belgiske grænse. For at overholde den fransk-russiske alliance beordrede Joffre en invasion af Alsace-Lorraine til at begynde den 14. august, selv om han forventede en tysk offensiv gennem Belgien.
Den 8. august havde 5. armé fået ordre til at tage opstilling til venstre for 4. armé og være klar til at angribe den sydlige flanke af den tyske fremrykning fra Mézières og Mouzon, gennem det vanskelige terræn imellem. Alle fire korps dækkede denne front indtil 12. august hvor Joffre tillod general Charles Lanrezac at rykke 1. korps nordpå til Givet for at imødegå et muligt tysk forsøg på at krydse Meuse mellem Givet og Namur 35 km længere nordpå, hvilket forlængede hærens front til 80 km. Da Lanrezac blev klar over størrelsen af den tyske styrke i Belgien og ville forstærke den venstre flanke ved at rykke til Namur, Joffre nægtede at tillade at arméens front blev udvidet til 110 km og beordrede Lanrezac til at fastholde hæren i en central placering nær Mézières, klar til at imødegå en tysk offensiv fra Mouzon til Namur. Den 14. august mødtes Joffre og Lanrezac; men Joffre mente, at kun nogle få tyske kavaleri og infanterienheder havde krydset Meuse. Med BEF på vej til Maubeuge og Hirson ville en omplacering af 5. armé forstyrre opmarchen. Den 14. august viste en ny efterretningsrapport, at otte tyske korps var placeret mellem Luxembourg og Liège og dagen efter gav Joffre tilladelse til at 5. armé rykkede nordpå for at operere hinsides Meuse. 11. korps blev overført til 4. armé og 18. korps blev overført fra 3. til 5. armé, som blev gjort ansvarlig for forsvaret af Maubeuge.
Joffre begyndte at afskedige hærchefer i begyndelsen af august, først 7. korps chef Bonneau og frem til 6. september havde han fjernet to armé-, 10 korps- og 38 divisionschefer, ved at overføre dem til Limoges. 7. korps i syd blev forstærket med to divisioner, en kavaleridivision og den første gruppe af reservedivisioner. Korpset blev omdøbt til Alsace-arméen, for at fjerne første armés bekymring om Alsace under operationerne i Lorraine. To korps blev fjernet fra anden armé og blev en strategisk reserve. Joffre mødtes med Sir John French den 16. august og erfarede, at briterne kunne være klar den 24. august, Joffre sørgede også for Territorie divisioner til at dække området fra Maubeuge til Dunkerque. Den tyske belejring af forterne ved Liège sluttede den 16. august og 1. og 2. armé med 12 korps og 3. armé med fire korps begyndte at rykke frem bag kavaleriskærme. Den 18. august beordrede Joffre femte armé til at forberede sig på en tysk offensiv på begge sider af Meuse eller at møde en lille styrke på den nordlige bred. Femte armé begyndte at rykke mod Namur, i vinklen mellem floderne Meuse og Sambre den 19. august, hvilket indebar en march på 100 km for nogle enheder. 

### Den franske angrebsplan
Den 5. august gav Joffre ordre om en offensiv af 7. korps på højre flanke af første armé, som skulle indledes den 7. august i retning mod Mulhouse. Opsnapningen af den tyske 2. armés slagorden den 7. august overbeviste Joffre om styrken af de tyske styrker på flankerne havde efterladt centrum svagt og sårbart overfor en offensiv mod Neufchâteau og Arlon. Den 8. august udstedte Joffre Generel instruktion nr. 1, som indeholdt hans strategisk hensigter, som gik ud på at ødelægge den tyske hær frem for at erobre land. Offensiven ind i Alsace og den med første og anden armé ind i Lorraine ville fastholde tyske styrke og tiltrække forstærkninger, da hovedoffensiven længere mod nord havde retning mod det tyske centrum og omgik de tyske styrker i Belgien sydfra. Joffre forventede, at angrebet mod det tyske centrum ikke ville møde stor modstand. Første og anden armé skulle herefter rykke frem syd for det befæstede tyske område mellem Metz og Thionville, mens 4. reservegruppe dækkede den nordlige flanke nær Hirson, for at holde øje med hullet ved Chimay og afbøde et tysk angreb fra nord eller øst. Strategien byggede på den antagelse, at den tyske hovedstyrke ville blive indsats omkring Luxembourg og mellem Metz og Thionville, med mindre styrker i Belgien. Den 9. august viste en efterretningsrapport et tysk korps aktivt nær Freiburg tæt på den schweiziske grænse, fire i Luxembourg nord for Thionville og seks fra Liège i Belgien til den nordlige ende af Luxembourg, hvilket efterlod fem korps hvis placering var ukendt. Den franske generalstab sluttede at de var mellem Metz og Thionville og Luxembourg, klar til at rykke mod Sedan eller Mézières.
Joffre fastsatte den 14. august til at være dagen hvor 1. og 2. armé skulle invadere Lorraine mellem Toul og Épinal, syd for det befæstede tyske område mellem Metz og Thionville. Den 1. armé skulle angribe i syd med fire korps mod Sarrebourg 60 km øst for Nancy og Donon 25 km syd for Sarrebourg. Passene i Vogeserne syd for Donon skulle erobres inden hovedangrebet blev sat ind. 2. armé skulle angribe i retning mod Morhange, 45 km nordøst for Nancy, med to korps nord for 1. armé og tre som rykkede frem bagefter bag den venstre flanke af korpset mod syd for at imødegå et tysk angreb fra Metz. Den franske offensiv blev vanskeliggjort af at arméerne fjernede sig fra hinanden under fremrykningen, som foregik i vanskeligt terræn, især mod syd, og den samlede front var 150 km bred. Fremrykningen af første og anden armé skulle trække tyske styrker mod syd, mens en fransk manøvre foregik i Belgien og Luxembourg med henblik på at bryde igennem et svagt punkt i den tyske linje og derpå ødelægge de tyske hovedstyrker.
Nyheden om at tyske styrker angreb mod broerne over Meuse syd for Namur, fik Joffre til at vente et tysk angreb fra Mézières til Givet, 40 km længere mod nord, med henblik på at omringe den franske nordflanke og en anden styrke for at forsøge at krydse Meuse fra Montmédy til Sedan. Den 12. august gav Joffre Lanrezac tilladelse til at flytte 1. korps vest på til Dinant ved Meuse og den 15. august beordrede Joffre hovedparten af 5. armé til at rykke mod nordvest bag Sambre. Ingen stor tyske styrker forventedes at krydse nord for Meuse, hvilket gjorde den franske generalstab sikker på, at det tyske centrum var svagere end ventet. Den 18. august gav Joffre ordre til tredje, fjerde og femte armé til sammen med belgierne og briterne at angribe de tyske hære omkring Thionville og Luxembourg, hvor man mente, at 13-15 tyske korps var samlet. Tredje og fjerde armé skulle besejre tyske styrker mellem Thionville og Bastogne, når de angreb vestpå mod Montmédy og Sedan. Femte armé skulle opsnappe tyske styrker, som rykkede frem mod Givet og derpå skulle fjerde armé svinge nordpå og angribe de tyske hæres sydlige flanke. Tredje og fjerde armé skulle afgørende besejre de tyske hovedstyrker i vest og til det formål blev der tilføjet to korps til de fire i fjerde armé fra arméerne i flanken.

## Alsace

### Slaget ved Mulhouse, 7.–10. august
Den første franske offensiv i krigen, kaldet slaget ved Mulhouse, begyndte den 7. august 1914. Joffre havde givet første og anden armé ordre til at komme i kamp med så mange tyske divisioner som muligt for at hjælpe de franske divisioner, som opererede længere mod nord. Det franske 7. korps med 14. og 41. division under ledelse af general Bonneau, rykkede frem fra Belfort til Mulhouse og Colmar 35 km mod nordøst. Franskmændene erobrede hurtigt grænsebyen Altkirch 15 km syd for Mulhouse ved et bajonetangreb. Den 8. august fortsatte Bonneau forsigtigt fremrykningen og erobrede Mulhouse kort efter at dens tyske besættere havde forladt byen. Første armés chef general Auguste Dubail foretrak at grave sig ned og og færdiggøre mobiliseringen; men Joffre gav ordre til at fremrykningen skulle fortsætte. Med ankomsten af to korps af den 7. tyske armé fra Strasbourg, indledte tyskerne et modangreb om morgenen den 9. i det nærliggende Cernay. Mulhouse blev generobret den 10. august og Bonneau trakt sig tilbage mod Belfort for at undgå en tysk omringning.
General Paul Pau blev sat i spidsen for en ny fransk Alsace-armé, og Bonneau, chefen for 7. korps, blev afskediget af Joffre og 7. korps blev forstærket med 44. division, 55. reservedivision, 8 kavaleridivision og 1. gruppe af reservedivisioner (58., 63. og 66. reservedivision) for at kunne geninvadere Alsace den 14. august, som led i den større offensiv med første og anden armé ind i Lorraine, hvilket trak hovedparten af den tyske 7. armé nordpå. Alsace-arméen indledte en ny offensiv mod fire Landwehr brigader, 7. korps rykkede frem fra Belfort med to divisioner til højre, som passerede gennem Dannemarie for enden af Ill-dalen. På venstre flanke rykkede to divisioner frem i samarbejde med Chasseur bataljoner, som var rykket ind i Fecht dalen den 12. august. Om aftenen den 14. august blev Thann erobret og de mest fremskudte tropper var fortsat forbi forstæderne Thann, Cernay og Dannemarie i den vestlige udkant af byen den 16. august. Den 18. august angreb 7. korps Mulhouse og erobrede Altkirch på den sydøstlige flanke mens den nordlige flanke rykkede frem mod Colmar og Neuf-Breisach.
De tyske forsvarere blev tvunget tilbage fra højdedragene vest for Mulhouse på begge breder af floden Doller og ind i forstæderne til Mulhouse, hvor det kom til kamp fra hus til hus. Gaderne og husene i Dornach blev erobret systematisk og om aftenen den 19. august havde franskmændene generobret byen. Efter at være blevet løbet over ende trak tyskerne sig hastigt tilbage gennem Hardt skoven for at undgå at blive afskåret og krydsede Rhinen forfulgt af franskmændene og trak sig tilbage til Ensisheim, 20 km mod nord. Franskmændene erobrede 24 kanoner, tog 3.000 fanger og betydelige mængder udstyr. Med erobringen af broerne over Rhinen og dale som førte ud til sletten havde Alsace-arméen fået kontrol ovre det øvre Alsace. Franskmændene konsoliderede sig i det erobrede område og forberedte sig på at fortsætte offensiven, men den 23. august blev alle forberedelser stoppet da der kom nyt om nederlag i Lorraine og Belgien. I stedet trak franskmændene sig tilbage og konsoliderede linjen ved højdedragene udenfor den Befæstede region Belfort. Den 26. august trak franskmændene sig tilbage fra Mulhouse til en linje som var lettere at forsvare nær Altkirch, for at kunne sende forstærkninger til de franske arméer tættere på Paris. Alsace-arméen blev opløst og 7. korps overført til Somme. 8. kavaleridivision blev tilknyttet første armé og yderligere 2 divisioner blev sendt afsted senere.

## Belgien

### Slaget ved Haelen, 12. august
Slaget ved Haelen ("Halen") var et kavalerislag i begyndelsen af 1. verdenskrig. Haelen (Halen på flamsk) var en lille markedsby som lå på den vigtigste fremrykningsrute for kejserriget Tysklands hær, og var et godt sted at krydse floden Gete. Slaget blev udkæmpet den 12. august 1914 mellem tyske styrker under Georg von der Marwitz og belgiske troper under Léon de Witte. Belgiske ingeniørtropper havde sprængt broen over Gete men brostrukturen var kun styrtet delvist sammen, og det lykkedes tyskerne at få ca. 1.000 tropper ind i centrum af Haelen. Den belgiske hovedforsvarslinje lå vest for Haelen i et terræn, som kun gav angriberne et delvist skjult udsyn. 3. og 17. kavaleribrigade støttede de tyske Jäger soldater syd for Haelen, hvilket gjorde det muligt at bringe artilleri frem til udkanten af landsbyen, men et angreb gennem kornmarker blev slået tilbage med store tab. Noget kavaleri blev fanget af pigtrådshegn. Jäger-tropperne blev også slået tilbage trods støtte fra 2. gardes maskingevær afdeling og fra afsiddede kavaleriskarpskytter.
Sidst på dagen afbrød Marwitz kampen. 2. kavaleridivision trak sig tilbage mod Hasselt og 4. kavaleridivision trak sig tilbage til Alken. De Witte havde slået de tyske kavaleriangreb tilbage ved at beordre kavaleriet, som også mange cyklist kompagnier og et enkelt pionerkompagni til at kæmpe afsiddet og møde angrebet med koncentreret riffelild, som forårsagede betydelige tab blandt tyskerne. Det tyske kavaleri havde opnået at skjule operationerne på den højre tyske flanke og etablerede en front parallel med Liège og opdagede hvor den belgiske feltarmé var placeret, men havde ikke været i stand til at trænge forbi den belgiske fornt og afdække de belgiske dispositioner her. Selv om det var en belgisk sejr, havde slaget ikke den store strategiske betydning: de tyske arméer belejrede og erobrede de befæstede områder ved Namur, Liège og Antwerpen, som den belgiske strategi hvilede på.

## Lorraine

### Slaget om Lorraine, 14.–25. august
Den franske hovedoffensiv i syd begyndte den 14. august da første armé rykke frem med to korps ind i Vogeserne og med to korps nordøst mod Sarrebourg og de to korps i højre side af anden armé under general de Castelnau rykkede frem til venstre for første armé. Et korps og den anden gruppe af reservedivisioner rykkede langsomt mod Morhange i trappeformation (echelon) som flankebeskyttelse mod et tysk angreb fra Metz. Første armé havde erobret flere pas længere mod syd efter 8. august for at beskytte den sydlige flanke mens arméen rykkede mod Donon og Sarrebourg. Trods advarsler fra Joffre mod at sprede styrkerne, måtte hæren rykke mod passene i Vogeserne i sydøst, østpå mod Donon og nordøst mod Sarrebourg. De tyske tropper trak sig tilbage i løbet af dagen, Donon blev erobret og på den venstre flanke blev der foretaget en fremrykning på 10-12 km. Ved aften angreb 26. division fra 13. korps Cirey, hvor den blev mødt med artilleri og maskingeværer og slået tilbage med store tab. Den 15. august rapporterede 2. armé at langrækkende tysk artilleri havde været i stand til at bombardere og franske artilleri og infanteri uhindret og at tysk infanteri i nedgravede stillinger havde tilføjet franskmændene store tab da de angreb.
Anden armé måtte angribe metodisk efter artilleriforberedelse, men havde trængt de tyske forsvarere tilbage. Efterretningsrapporter identificerede placeringen af hovedforsvarslinjen for de tyske 6. og 7. arméer under kommando af kronprins Rupprecht af Bayern, nær de fremrykkende franske tropper, og at en modoffensiv var umiddelbart forestående. . Den 16. august imødegik tyskerne fremrykningen med langtrækkende artilleri og den 17. august forstærkede første armé fremrykningen mod Sarrebourg. Da det viste sig, at tyskerne havde forladt byen beordrede Joffre anden armé til fortsætte længere nordpå, hvilket betød at de franske arméer fjernede sig yderligere fra hinanden. Et tysk modangreb den 20. august tvang de franske arméer ind i separate slag, hvor de blev besejret og tvunget til at trække sig tilbage i uorden. Den tyske forfølgelse var langsom, og Castelnau var i stand til at gå i stilling øst for Nancy og forlænge den højre fløj mod syd for igen at få kontakt til første armé. I løbet af 22. august blev den højre fløj angrebet og tvunget 25 km tilbage fra de stillinger hvorfra offensiven var begyndt den 14. august. Første armé trak sig tilbage. men det lykkedes den at holde kontakt med anden armé og den 24. august begyndte begge arméer en modoffensiv ved Trouée de Charmes og var i starten af september nået tilbage til linjen fra 14. august.

## Ardennes

### Slaget i Ardennerne, 21.–23. august
Joffre udstedte instruktioner, men holdt tredje og fjerde armé tilbage fordi luft og kavalerirekognoscering ikke fandt mange tyske tropper foran de to arméer. Kun en stor styrke, som rykkede mod nordvest 40-50 km borte. Den 19. august fik fjerde armé under general Fernand de Langle de Cary ordre til at besætte broerne over Semois, men ikke rykke ind i Belgien før den tyske offensiv begyndte. Et for tidligt angreb ville rykke ind i en fælde frem for at give tyskerne tid til at tømme Luxembourg for tropper inden franskmændene rykkede frem. Den 20. august angreb de tyske arméer i syd den første og anden franske armé, og den næste dag begyndte tredje og fjerde franske armé deres offensiv. Fjerde armé krydsede Semois og rykkede frem mod Neufchâteau mens tredje armé under general Pierre Ruffey angreb mod Arlon, som en beskyttelse af fjerde armés højre flanke.
Syd for Verdun blev tredje armé omdøbt til Lorraine-arméen og skulle holde udkig efter en tysk offensiv fra Metz, hvilket gjorde det muligt for resten af tredje armé at koncentrere sig om offensiven ind i Belgien. De franske arméer invaderede Belgien med 9 infanterikorps, men 10 tyske korps og seks reservebrigader lå mellem Metz og det nordlige Luxembourg. Den 4. tyske armé under Albrecht, hertug af Württemberg og 5. armé under kronprins Wilhelm var rykket langsommere end 1., 2. og 3. armé og den franske offensiv mod dem blev rapporteret den 21. august. De franske arméer manglede kort og var ikke klar over størrelsen af de tyske styrker overfor sig da tredje armé skubbede små tyske enheder til side. Den 22. august angreb 5. korps i tredje armés område nedgravede tyske tropper ved Longwy kl. 5 om morgenen i tæt tåge og kraftig regn uden artilleristøtte.
Da tågen lettede fangede det tyske artilleri de franske kanoner i åbent terræn og nedkæmpede dem. et tysk modangreb drev en fransk division på flugt, og korpset blev ikke samlet igen før aften. Mod nord rykkede 4. korps også frem i tåge og stødte på tyske tropper i stilling nær Virton og blev også tvunget tilbage med en division på flugt. På den sydlige flanke blev 6. korps trængt et kort stykke tilbage. I fjerde armés område lykkedes det 2. korps på højre flanke at holde trit med tredje armé mod syd, men kunne ikke rykke længere frem. Kolonikorpset på venstre blev besejret ved Rossignol, 15 km syd for Neufchâteau og havde tab på 11.646, men 5. kolonibrigade på venstre side nåede let Neufchâteau, inden den blev slået tilbage med store tab. Længere mod nord rykkede 12. korps støt frem, men 17. korps længere fremme blev omgået og 33. division mistede det meste af sit artilleri. På den nordlige flanke kom 11. og 9. korps ikke for alvor i kamp.
Joffre gav den 23. august de franske hærchefer ordre til at fortsætte offensiven så hurtigt som muligt, da hans strategi afhang af tredje og fjerde armés succes. Ruffey svarede om morgenen, at angrebet ikke kunne begynde før hans divisioner var blevet reorganiseret og tidligt på eftermiddagen opdagede han at tyskerne var kommet en ny offensiv i forkøbet ved et trænge 5. korps i centrum 5 km tilbage, hvilket fik resten af arméen til at trække sig tilsvarende tilbage. I fjerde armés område var 33. division i 17. korps blevet slået på flugt og resten af korpset havde trukket sig tilbage i løbet af natten til den 23. august. 5. kolonibrigade trak sig til bage Neufchâteau før daggry den 23. august, hvilket afdækkede 12. korps højre flanke, som derfor også faldt tilbage. Da den 23. august var omme var de overlevende i tredje og fjerde armé tilbage ved deres udgangspunkter, bortset fra 11. og 9. korps på den nordlige flanke.

## Sambre

### Slaget ved Charleroi, 21.–23. august
Den 19. august begyndte femte franske armé at rykke ind i vinklen mellem Meuse og Sambre floderne nær Namur, hvilket indebar en march på op imod 100 km og bragte arméen langt forbi den venstre fløj af 4. armé. Overfor franskmændene var 2. og 3. tyske armé med 18 divisioner imod franskmændenes 15. 1. korps holdt vestbredden af Meuse mellem Givet og Namur, 10. korps vendte mod nordvest langs Sambre, med 3. korps i vest overfor Charleroi og 18. korps længere mod venstre. Fransk kavaleri på venstre flanke havde træfninger med tysk kavaleri den 20. august og den følgende dag beordrede Joffre femte armé til at rykke frem ved BEF til venstre for sig, for at finde og angribe de tyske styrker vest for Meuse.
Inden franskmændene kunne krydse Sambre, begyndte et tysk angreb mellem Namur og Charleroi og broerne over Sambre blev erobret. Den 22. august angreb franskmændene for at generobre broerne, men blev slået tilbage i centrum. 1. korps blev beordret til at rykke nordpå til Namur, hvilket efterlod 20 km af Meuse kun forsvaret af en reservedivision, og 3. tyske armé kunne krydse floden nord for Givet. 1. korps drev en del af 3. armé tilbage over floden den 23. august, men kunne ikke generobre Dinant. Samtidig blev BEF angrebet af den tyske 1. armé ved Mons. Med evakueringen af Namur og nyheden om, at den fjerde franske armé var på tilbagetog i Ardennerne, beordrede Lanrezac tilbagetog omkring midnat i retning mod Givet, hvilket var den sidste franske manøvre i grænseslagene.

### Slaget ved Mons, 23 August
Den 23. august rykkede det tyske 9. korps frem og en del af 35. brigade satte over Mons–Condé kanalen øst for Nimy og nåede jernbanen der tidligt på eftermiddagen men blev slået tilbage fra Nimy. 36. brigade erobrede broer ved Obourg trods kraftig modstand, hvorefter forsvarerne ved Nimy gradvis trak sig tilbage. Broerne mod nord blev erobret kl. 4 og landsbyen erobret. Mons blev besat uden modstand; men på det højereliggende område mod øst fortsatte forsvaret. 17. division rykkede frem til vejen mellem St. Symphorien og St. Ghislain. Klokken 5 beordrede divisionschefen et omgående angreb mod briterne øst for Mons, som blev trængt tilbage efter at de havde stået fast på Mons-Givry vejen. Klokken 11 afslørede rapporter til Kluck at briterne var i St. Ghislain og ved kanalovergangene i vest så langt som til broen ved Pommeroeuil, men uden tropper øst for Condé. Med rapporter, som tydede på at højre flanke var fri for allierede tropper, beordrede Kluck 3. korps til at rykke frem gennem St. Ghislain og Jemappes til højre for 9. korps og 4. korps fortsatte mod Hensis og Thulies. 4. korps var allerede i gang med at angribe mod Canal du Centre og 2. krops og 4. reservekorps fulgte efter arméens hovedstyrke.
Kluck gav ordre til at angrebet skulle fortsætte den 24. august forbi det vestlige Maubeuge og at 2. korps skulle nå op bag arméens højre flanke. 9. korps skulle rykke frem til øst for Bavai, 3. korps skulle rykke frem til vest for landsbyen, 4. korps skulle rykke frem mod Warnies-le-Grand 10 km længere mod vest og 2. kavalerikorps skulle trænge frem mod Denain for at afskære den britiske retræte. Ved daggry genoptog 9. korps sin fremrykning og trængte frem mod bagtropper indtil om eftermiddagen hvor korpset stoppede fremrykningen på grund af usikkerhed om situationen på den venstre flanke og nærheden af Maubeuge. Klokken 16 fik kavalerirapporter Quast til at genoptage fremrykningen, som blev forsinket af forhindringerne Maubeuge og 3. korps Staben ved Klucks hovedkverter hævdede, at de to dages kampe ikke havde omsluttet briterne på grund af at arméen var underlagt Bülow og 2. armés hovedkvarter, som havde insisteret på, at 1. armé holdt sig nærmere på den vestlige flanke frem for at angribe vest for Mons. Det mentes, at kun en del af BEF havde været indsat, og at der var en hovedforsvarslinje fra Valenciennes til Bavai og Kluck gav ordre til, at den skulle omsluttes den 25. august.

## Efterspil

### Analyse
Den franske offensiv blev besejret på nogle få dage. På højre fløj rykkede første og anden armé frem den 14. august og var tilbage i deres udgangsstillinger den 20. august. Offensiven fra tredje og fjerde armé blev besejret mellem 21. og 23. august og femte armé blev besejret ved Sambre og tvunget til at trække sig tilbage i samme periode. Joffres strategi var slået fejl fordi de tyske hære var blevet undervurderet og fordi franskmændene havde spredt deres offensive formåen. Med en stor tysk styrke i Belgien havde det set ud, som om det tyske centrum måtte være sårbart overfor tredje og fjerde armé. Dette misforståede indtryk af størrelsen af de tyske arméer i Belgien eller deres adgangsveje, havde ikke så stor betydning som den fejlagtige information om styrken af de tyske arméer overfor tredje og fjerde armé. Joffre lagde skylden på andre, og hævdede at det franske infanteri ikke havde vist offensive kvaliteter, selv om de var de stærkere end tyskerne på deres mest sårbare sted, en påstand, som Doughty i 2005 kaldte "rent opspind". Virkeligheden var, at mange af de franske tab skyldtes en overdreven offensiv ånd, og den 23. august konkluderede general Pierre Ruffey at infanteriet var gået til angreb uden artilleriforberedelse og uden artilleristøtte under angrebet.
Tidligt den 24. august gav Joffre ordre til en tilbagetrækning til en linje fra Verdun til Mézières og Maubeuge og begyndte at overføre tropper fra den tyske grænse i øst til den vestlige flanke. De franske arméer skulle ødelægge jernbaner og tilføje den tyske hær så store tab som muligt inden offensiven blev genoptaget. To strategiske alternativer stod åbne: at angribe den østlige flanke af 1. armé og eller omgå den vestlige flanke af alle tyske arméer. Den 25. august udstedte Joffre Generel instruktion nr. 2 om en tilbagetrækning til en linje fra Verdun til Reims og Amiens og samlingen af to korps og fire reservedivisioner nær Amiens, som skulle gennemføre omslutningsoperationen. Joffre efterlyste et langt større samarbejde mellem infanteri og artilleri og en mere taktisk spredning af infanteriet for at opveje den tyske ildkraft.

### Tab
I Den store Krig brugte Winston Churchill tal fra det franske parlaments arkiver fra 1920 til at angive de franske tab fra 5. august til 5. september 1914 til 329.000 dræbte, sårede og savnede, mens de tyske tab mellem august og november var 677.000 mand og de britiske tab i august og september var på 29.598 mand. I slutningen af august havde den franske hær lidt 75.000 døde hvoraf 27.000 blev dræbt den 22. august. De franske tab i den første måned af krigen var 260.000, hvoraf de 140.000 indtraf under de sidste fire dage af grænseslagene. I 2009 angav Herwig at tabene i 6. armé i august var på 34.598, heraf 11.476 døde og 28.957 i september med 6.687 døde. 7. armé havde tab på 32.054 i august med 10.328 døde pg 31.887 i september med 10.384 døde. I 1. armé var der tab på 19.980 heraf 2.863 døde og 2. armé havde tab på 26.222. I de sidste ti dage af august havde 1. armé tab på 9.644 og 2. armé mistede 15.693. Herwig skrev, at den franske hær ikke offentliggjorde formelle tabslister, men at den officielle historie Les armées françaises dans la grande guerre anførte tab på 206.515 mand i august og 213.445 i september. Under slaget var de franske tab på omkring 260.000 mand, heraf ca. 75.000 var dræbte.

### Efterfølgende operationer

#### Den store tilbagetrækning, 24. august – 5. september
Den femte franske armé faldt omkring 10 km tilbage fra Sambre under slaget ved Charleroi (22. august) og indledte en større tilbagetrækning fra området syd for Sambre den 23. august. BEF udkæmpede slaget ved Mons den 24. august, hvor den første og anden franske armé var blevet trængt tilbage af angreb fra de tyske 6. og 7. arméer mellem St. Dié og Nancy, tredje armé holdt stillinger øst for Verdun mod angreb fra 5. armé, fjerde armé holdt stillinger fra skillelinjen til terdje armé syd for Montmédy, vestpå til Sedan, Mezières og Fumay, overfor 4. armé og 5. armé, der lå mellem Fumay og Maubeuge, mens 3. armé var under fremrykning gennem Meuse-dalen fra Dinant og Givet ind i et hul mellem fjerde og femte armé og 2. armé trængte frem ind i vinklen mellem Meuse og Sambre direkte mod femte armé . På den yderste vestlige franske flanke forlængede BEF linjen fra Maubeuge til Valenciennes mod 1. armé og hærafdeling von Beseler dækkede den belgiske hær ved Antwerpen.
Den 26. august erobrede tyske styrker Valenciennes og indledte belejringen af Maubeuge (24. august – 7. september). Leuven (Louvain) blev ødelagt af tyske tropper og slaget ved Le Cateau blev udkæmpet af BEF aog 1. tyske armé. Longwys garnison overgav sig og den følgende dag gik britiske marinesoldater og en gruppe fra Royal Naval Air Service ("RNAS") i land ved Ostende og Lille and Mezières blev besat af tyske tropper. Arras blev besat den 27, august og en fransk modoffensiv begyndte med slaget ved St. Quentin (1914) (slaget ved Guise 29.-30. august). Den 29. august gik femte armé til modangreb mod 2. armé syd for Oise, fra Vervins til Mont Dorigny og vest for floden fra Mont Dorigny til Moy mod St. Quentin ved Somme, mens briterne holdt linjen ved Oise vest for La Fère. Laon, La Fère og Roye blev indtaget af tyske tropper den 30. august og Amiens faldt den følgende dag. Den 1. september blev Craonne og Soissons indtaget og den 5. september afsluttede BEF sit tilbagetog fra Mons, mens tyske tropper nåede frem til Claye, 15 km fra Paris, Reims blev erobret, tyske tropper trak sig tilbage fra Lille og det første slag ved Marne (5.-12. september) begyndte, hvilket markerede afslutningen på den store tilbagetrækning af den vestlige flanke af de fransk-britiske arméer.
Den 4. september havde første og anden armé sænket fremrykningen af 7. og 6. armé vest for St. Dié og øst for Nancy, hvorfra anden armé havde trukket sin vestre flanke tilbage for at vende mod nord mellem Nancy og Toul. Et hul mellem venstre side af anden armé og højre side af tredje armé ved Verdun, som havde front mod nordvest, på en linje mod Revigny overfor 5. armés fremrykning vest for Meuse mellem Varennes og St. Ménéhould. Fjerde armé havde trukket sig tilbage til Sermaize, vest for Marne ved Vitry le François og derpå over floden til Sompons, overfor 4. armé som var rykket frem fra Rethel til Suippes og vest for Chalons. Den nye niende armé holdt en linje fra Mailly mod 3. armé, som var rykket frem fra Mézières, over Vesle og Marne vest for Chalons. 2. armé var rykket frem fra Marle ved Serre, over Aisne og Vesle, mellem Reims og Fismes til Montmort, nord for skillelinjen mellem niende og femte armé ved Sezanne. Femte armé og BEF havde trukket sig tilbage syd for Oise, Serre, Aisne og Ourq, forfulgt af 2. armé på en strækning fra Guise til Laon, Vailly og Dormans og af 1. armé fra Montdidier, mod Compiègne og derpå sydøst mod Montmirail. Den nye sjette franske armé havde forbindelse til venstre side af BEF vest for Marne ved Meaux, til Pontiose nord for Paris. Franske garnisoner blev belejret ved Strasbourg, Metz, Thionville, Longwy, Montmédy og Maubeuge. Den belgiske hær var blevet omringet i Antwerpen og fæstningstropper fortsatte forsvaret af forterne ved Liège.

#### Slaget ved Grand Couronné, 4.–13. september
Den tyske offensiv begyndte i løbet af aftenen den 3. september mod befæstningerne ved Grand Couronné, på begge sider af Nancy, hvilket trængte den 2. gruppe af reservedivisioner (59., 68. og 70. division under general Léon Durand) mod nord og 20. korps under general Balfourier mod syd frem til om aftenen den 4. september. Om eftermiddagen den 5. september telegraferede Castelnau til Joffre, at han foreslog at evakuere Nancy for at bevare arméens kampkraft. Den følgende dag svarede Joffre, at anden armé skulle holde området øst for Nancy hvis det på var på nogen måde muligt, og og ellers trække sig tilbage til en linje fra Haye-skoven til Saffais, Belchamp og Borville. De civile myndigheder i byen havde indledt forberedelser til en evakuering, men tropperne på Grand Couronné slog de tyske angreb på højre flanke tilbage i løbet af 5. september. Reservedivisionerne blev kun trængt et lille stykke tilbage på fronten øst og nord for Nancy. Et forsøgt fra Moltke på at frigøre tropper fra 6. armé som skulle slutte sig til en ny 7. armé som var ved at blive dannet til operationer ved Oise slog fejl, da Rupprecht og Dellmensingen blev støttet af kejseren, som var tilstede i 6. armés hovedkvarter. Tyske angreb fortsatte den 6. september og 20. korps gennemførte et modangreb, som gav forsvarerne lidt tid til at komme sig, men tropperne i anden gruppe af reservedivisioner øst og nord for Nancy, begyndte at give efter.
Den 7. september dannede tyske angreb længere nordpå en kile ind i de franske stillinger syd for Verdun ved St. Mihiel, som truede med at splitte anden og tredje armé. Ved Nancy trak en del af 59. reservedivision sig tilbage fra højdedraget St. Geneviève, som havde udsigt over Grand Couronné nordvest for Nancy, hvilket udsatte flanken af anden armé og Nancy for omringning. Castelnau forberedte sig på at trække sig tilbage og opgive Nancy, men blev omgået af staben i anden armé, som kontaktede Joffre. Castelnau fik ordre til at fastholde forsvaret af Grand Couronné i yderligere 24 timer. Den franske opgivelse af højdedraget St. Geneviève blev ikke opdaget af tyskerne, som havde trukket sig tilbage i løbet af eftermiddagen, og højdedraget blev genbesat. Tyske angreb fortsatte indtil om morgenen den 8. september, men de aftog i styrke da Moltke begyndte at flytte tropper til de tyske arméer på højre fløj. Moltke sendte major Roeder til 6. armé med ordre om at afslutte offensiven og begyndte en tilbagetrækning til grænsen. Først på dette tidspunkt fandt Rupprecht ud af at arméerne nær Paris var under alvorligt pres. Angrebene fra 6, armé aftog, og den 10. september begyndte arméen at trække sig tilbage mod grænsen. Den 13. september blev Pont-à-Mousson og Lunéville taget af franskmændene uden modstand og de franske arméer rykkede frem til Seille-floden, hvor fronten stabiliserede sig indtil 1918.

#### Første slag ved Marne, 5.–12. september
Joffre brugte jernbanerne, som havde transporteret franske tropper til den tyske grænse til at flytte tropper tilbage fra Lorraine og Alsace for at danne en ny slette armé under general Michel-Joseph Maunoury med ni divisioner og to kavaleridivisioner. Den 10. september var tyve divisioner og tre kavaleridivisioner blevet flyttet vestpå fra den tyske grænse til det franske centrum og venstre fløj og styrkeforholdet mellem de tyske 1.-3. armé og de franske tredje, fjerde, femte arméer, BEF og den sjette franske armé var ændret til 44 tyske mod 56 allierede divisioner. Sent den 4. september beordrede Joffre sjette armé til at angribe østpå over Ourcq mod Château Thierry mens BEF rykkede frem mod Montmirail og femte armé angreb nordpå med højre flanke beskyttet af niende arme´langs St. Gond marsken. De første-fjerde franske arméer mod øst skulle modstå angreb fra de tyske 5.-7. armé mellem Verdun og Toul og slå et omgående angreb tilbage mod stillingerne syd for Nancy fra nord. 6. og 7. tyske armé blev forstærket med tungt artilleri fra Metz og angreb igen den 4. september langs Moselle.
Den 5. september rykke sjette armé frem østpå fra Paris og mødte det tyske 4. reservekorps, som havde bevæget sig ind i området samme morgen og havde gjort holdt kort før højdedragene nord for Meaux. I løbet af natten trak 4. reservekorps sig tilbage til en bedste stilling 10 km mod øst og fransk luftrekognoscering observerede tyske styrker på vej nord for at imødegå sjette armé. General Alexander von Kluck, chefen for 1. tyske armé, beordrede 2. korps til at rykke tilbage den nordbredden af Marne, hvilket blev begyndelsen på en flytning af alle 1. armés fire korps til nordbredden frem til 8. september. Den hurtige flytning til nordbredden forhindrede sjette armé i at krydse Ourcq; men skabte et hul mellem 1. og 2. tyske armé. BEF rykkede frem fra 6. til 8. september, krydsede Petit Morin, erobrede broer over Marne og etablerede et 8 km dybt brohoved. Femte armé rykkede også ind i hullet og den 8. krydsede den Petit Morin, hvilket tvang von Bülow til at trække højre flanke af 2. armé tilbage. Næste dag krydsede femte armé igen Marne og 1. og 2. tyske armé begyndte at trække sig tilbage, mens de franske niende, fjerde og tredje arméer udkæmpede defensive slag mod 3. armé, som blev tvunget til at trække sig tilbage med 1. og 2. armé den 9. september.
Længere østpå blev tredje franske armé tvunget tilbage til vest for Verdun, da tyskerne angreb Meuse højdedragene i sydøst; men det lykkedes den at fastholde kontakten til Verdun og fjerde armé i vest. Tyske angreb mod anden armé syd for Verdun fra 5. september var nær ved at tvinge franskmændene på tilbagetog, men den 8. september lettede krisen. Fra den 10. september var de tyske arméer vest for Verdun på tilbagetog mod Aisne og briterne og franskmændene fulgte efter, mens de indsamlede omstrejfere og udstyr. Den 12. september beordrede Joffre en omgående bevægelse mod vest og et angreb nordpå af tredje armé for at afskære det tyske tilbagetog. Forfølgelsen gik for langsomt og den 14. september var de tyske arméer gået i stilling nord for Aisne og de allierede blev mødt af skyttegrave frem for bagtropper. Frontale angreb fra niende, femte og sjette franske armé blev slået tilbage den 15.-16. september, hvilket fik Joffre til at indlede overførslen af anden armé til den venstre flanke af sjette armé, første fase af kapløbet til havet, som var en række operationer med det formål at omgå de tyske arméer, hvilket frem til 19. oktober bragte de kæmpende styrker gennem Pikardiet og Flandern ud til Nordsøen.

## Yderligere læsning
Bøger
- Kluck, A. (1920). Der marsch auf Paris und die Marneschlacht, 1914 [The March on Paris and the Battle of the Marne, 1914] (PDF) (tysk) (Edward Arnold udgave). Berlin: Mittler. OCLC 2513009. Hentet 11. marts 2014.
- Koenig, E. F. (1933). Battle of Morhange–Sarrebourg, 20 August 1914 (PDF). CGSS Student Papers, 1930–1936. Fort Leavenworth, KS: The Command and General Staff School. OCLC 462117869. Hentet 15. marts 2014. (Webside ikke længere tilgængelig)
- Tuchman, B. (1962). The Guns of August. London: Constable. ISBN 0-333-69880-0.
- Zuber, T. (2009) [2007]. The Battle of the Frontiers: Ardennes 1914. Stroud, Gloucestershire: The History Press. ISBN 978-0-7524-5255-5.

Websider
- "The Battle of the Frontiers". MilitaryHistoryWiki.org. Arkiveret fra originalen 25.  september 2008. Hentet 2008-09-24.

## Eksterne kilder
- Wikimedia Commons har flere filer relateret til Grænseslagene
- Grænseslaget animation
- Grænser 1914
- Grænseslaget, 20.-24. august 1914

49°N 6°Ø / 49°N 6°Ø